# Åke Forsmark
Åke Forsmark, född 1956, är en svensk serieskapare.
Han är känd bland annat för serien Gösta Grävlings saga, som skrevs av Magnus Knutsson. Serien publicerades i Kommunalarbetaren åren 1985–1993.